# 松迪亚塔·凯塔
松迪亚塔·凯塔（Sundiata Keita；约1217年—1255年），马里帝国的开创者，曼丁戈人传说中的民族英雄。
松迪亚塔在1212年前后出生于凯塔家族控制下的尼亚尼。根据传说，松迪亚塔幼年时不会走路，在一棵神圣面包树的树枝的帮助下才学会蹒跚。松迪亚塔有一个同父异母的兄弟，即丹卡兰国王。松迪亚塔早年被放逐出家族，后在尼亚尼遭到索索人首领苏曼古鲁的威胁时返回。在其号召下，曼丁戈人诸势力联合起来，于1235年在基里纳战役中彻底击败索索人。战后，松迪亚塔被公推为“曼萨”，建立了马里帝国。松迪亚塔约去世于1255年前后。